# HMS Majestic (1895)
La HMS Majestic, terza nave da guerra britannica a portare questo nome, è stata una corazzata dell'omonima classe della Royal Navy. Venne impostata nei cantieri di Portsmouth il febbraio 1894, varata il 31 gennaio 1895 ed entrò in servizio nel dicembre 1895.

## Costruzione
La nave al momento del varo era la più grossa nave da battaglia britannica. Le sue due torri binate da 305 mm erano circondate da due barbette a forma di pera come tutte le altre della classe tranne due che le ebbero circolari; la corazzatura era di tipo Harvey, che permetteva una maggiore protezione a parità di spessore o minor peso a parità di protezione, come nel caso della Majestic. Il suo ridotto corazzato ospitava anche 12 cannoni da 152mm in casamatta. Le sue due caldaie a 3 cilindri erano inizialmente alimentate a carbone e sviluppavano una potenza di 10.000 ihp, e nel 1908 vennero sostituite con modelli alimentati ad olio combustibile. Le navi della classe erano considerate di buona tenuta al mare anche se afflite da un elevato consumo.

## Servizio
La nave prestò servizio nel Channel Squadron, del quale fu anche ammiraglia dal 1901 al 1904, anno in cui andò ai lavori di raddobbo. In seguito venne aggregara alla Atlantic Fleet nuovo nome del Channel Squadron dopo la riorganizzazione della Royal Navy. In riserva dal 1º ottobre 1906. Rimessa in servizio attivo nel febbraio 1907, inizialmente come ammiraglia del Nore squadron della nuova Home Fleet, poi normale nave quando la nave di bandiera divenne un'altra, ricevette nuovi sistemi di controllo fuoco e impianti radio nei lavori del 1908.

### La prima guerra mondiale
Durante la guerra partecipò alla campagna dei Dardanelli, dove venne affondata da un sommergibile tedesco.